# 진천 영수사 영산회괘불탱
진천 영수사 영산회괘불탱(鎭川 靈水寺 靈山會掛佛幀)은 충청북도 진천군 초평면 영수사에 있는 조선시대의 괘불이다. 2008년 3월 12일 대한민국의 보물 제1551호로 지정되었다.

## 개요
영수암 괘불은 『묘법연화경』에 의거하여 석가모니부처님의 설법을 듣는 청문중을 중심으로 그린 영산회상도로서, 1653년 명옥(明玉)을 비롯한 4명의 승려화원들이 그렸다. 석가모니의 대좌 앞에 등을 보이고 앉아 있는 사리불을 비롯하여 좌우에 시립한 많은 권속의 묘사는 조선후기 영산회상도 중에서도 영산회상을 가장 장엄하고 실감나게 표현하였다. 특히 밝은 채색과 유려한 필치, 다양하면서도 능숙한 인물묘사가 돋보인다.
영수사 괘불화는 제작시기가 1653년으로 비교적 이른 시기에 제작되었다는 시기성, 청법자로 사리불이 등장하는 가장 빠른 괘불화라는 점에서 매우 중요한 작품이다. 비록 부분적으로 후대에 수리한 흔적이 보이지만 17세기 영산회상도 양식을 보여주는 대표적인 작품이다.
길이 8.8m, 폭 5.8m의 저포이다. 원래는 진천읍 상계리 미역수골에 있던 백련암에 있던 것을 이 암자가 폐허되어 괘불만 현 영수암으로 옮겼다. 저포에 채색을 넣어 그린 이 탱화는 석가모니가 인도의 영산에서 설법장면을 묘사한 초대형 영산회상도로, 묵기에는 순치 10년(1653) 7월에 화주 심인 법사의 발원에 의해 화원·비구·명옥·소즙·현욱·법능이 그렸다 한다.
3백여 년이 지난 요즘도 닦고보면 새로 그린 것 같으며 충식이나 부후된 흔적을 찾아볼 수 없고 가뭄이 들어 한해가 심할 때 이 괘불을 밖에 높이 달고 승도들이 기우 기도를 드리면 비가 내린다고 한다.

## 참고 자료
- 진천 영수사 영산회괘불탱 - 국가유산청 국가유산포털